# 歐陽晢
歐陽晢（？—？），江西安福縣人。明朝政治人物。

## 生平
成化十年（1474年）甲午科江西鄉試举人，成化二十年（1484年）甲辰科三甲四十四名進士。授中書舍人，弘治六年五月升廣東按察司僉事，提調學校，丁憂歸，服闋，十一年十月復除原任。